# Matthew Brown
Matthew Brown é um cineasta norte-americano. Como reconhecimento, foi nomeado ao Oscar 2008 na categoria de Melhor Curta-metragem por The Tonto Woman.